# Taxonomie van de olifanten
De taxonomie van de olifanten is iets waar nog altijd veel discussie over bestaat. Deze indeling bevat alle levende en uitgestorven soorten uit de familie olifanten (Elephantidae).
- Subfamilie Elephantinae
  - Tribus Elephantini (olifanten)
    - Geslacht †Primelephas
      - Soort †Primelephas gomphotheroides
      - Soort †Primelephas korotorensis

    - Ondertribus Loxodontina
      - Geslacht Loxodonta
        - Soort Loxodonta africana
          - Ondersoort Loxodonta africana africana
          - Ondersoort †Loxodonta africana pharaonensis (Noord-Afrikaanse olifant)

        - Soort Loxodonta cyclotis

    - Ondertribus Elephantina of supergeslacht Elephadon
      - Geslacht Elephas
        - Soort Elephas maximus (Aziatische olifant)
          - Ondersoort Elephas maximus indicus (Indische olifant)
          - Ondersoort Elephas maximus maximus (Sri Lankaanse olifant)
          - Ondersoort Elephas maximus sumatranus (Sumatraanse olifant)
          - Ondersoort Elephas maximus borneensis (Borneodwergolifant)
          - Ondersoort ? Vietnamese olifant en Laos olifant[1]
          - Ondersoort ? †Elephas maximus rubridens (Chinese olifant)[2]
          - Ondersoort †Elephas maximus asurus (Syrische olifant)

        - Soort †Elephas beyeri
        - Soort †Elephas celebensis
        - Soort †Elephas hysudricus (jr synoniem = Hypselephas hysudricus)
        - Soort †Elephas iolensis
        - Soort †Elephas planifrons (jr synoniem = Mammuthus planifrons)
        - Soort †Elephas platycephalus
        - Soort †Elephas recki
        - Ondergeslacht †Palaeoloxodon
          - Soort †Elephas (Palaeoloxodon) antiquus
          - Soort †Elephas (Palaeoloxodon) creticus
          - Soort †Elephas (Palaeoloxodon) creutzburgi
          - Soort †Elephas (Palaeoloxodon) chaniensis
          - Soort †Elephas (Palaeoloxodon) cypriotes
          - Soort †Elephas (Palaeoloxodon) ekorensis
          - Soort †Elephas (Palaeoloxodon) falconeri
          - Soort †Elephas (Palaeoloxodon) mnaidriensis
          - Soort †Elephas (Palaeoloxodon) melitensis
          - Soort †Elephas (Palaeoloxodon) namadicus
          - Soort †Elephas (Palaeoloxodon) naumanni

      - Geslacht †Mammuthus (Mammoeten)
        - Soort †Mammuthus africanavus (Afrikaanse mammoet) †
        - Soort †Mammuthus columbi (Amerikaanse mammoet) (jr synoniem = Mammuthus jeffersonii)[3]
        - Soort †Mammuthus exilis
        - Soort †Mammuthus imperator (Keizersmammoet)
        - Soort †Mammuthus lamarmorae
        - Soort †Mammuthus meridionalis (Zuidelijke olifant)
        - Soort †Mammuthus primigenius (Wolharige mammoet)
        - Soort †Mammuthus subplanifrons
        - Soort †Mammuthus armeniacus (jr synoniem= Mammuthus trogontherii, Mammuthus sungari)[4])

  - Tribus Belodontini †
    - Ondertribus Belodontina †
      - Geslacht Tetrabelodon †
      - Geslacht Stegotetrabelodon †
      - Geslacht Stegodibelodon †
- Onderfamilie Stegodontinae †
  - Geslacht Stegodon †
    - Soort Stegodon aurorae †
    - Soort Stegodon elephantoides †
    - Soort Stegodon florensis †
    - Soort Stegodon ganesha †
    - Soort Stegodon insignis †
    - Soort Stegodon orientalis †
    - Soort Stegodon shinshuensis †
    - Soort Stegodon sompoensis †
    - Soort Stegodon sondaarii †
    - Soort Stegodon trigonocephalus †
    - Soort Stegodon zdanski †
- Onderfamilie Lophodontinae of Rhynchotheriinae†[5]
  - Geslacht Anancus †
    - Soort Anancus alexeevae †
    - Soort Anancus arvernensis †
    - Soort Anancus kenyensis †

  - Geslacht Morrillia †
  - Tribus Lophodontini (Lophodonty) †
    - Ondertribus Lophodontina †
      - Geslacht Tetralophodon †
      - Geslacht Paratetralophodon †
      - Geslacht Zygolophodon †

  - Tribus Cuvieroniini †
    - Geslacht Stegomastodon †
      - Soort Stegomastodon arizonae †
      - Soort Stegomastodon mirificus †
      - Soort Stegomastodon platensis †
      - Soort Stegomastodon primitivus †
      - Soort Stegomastodon waringi †

    - Geslacht Cuvieronius †
      - Soort Cuvieronius hyodon †
      - Soort Cuvieronius priestleyi †
      - Soort Cuvieronius tropicus †